# Hilyard M. Brown
Hilyard M. Brown (Lincoln, 16 febbraio 1910 – Los Angeles, 12 ottobre 2002) è stato uno scenografo statunitense.

## Filmografia parziale
- Nessuno ti avrà mai (The Madonna's Secret), regia di Wilhelm Thiele (1946)
- Il cervello di Frankenstein (1948)
- Erano tutti miei figli (1948)
- L'assalto al treno postale (1950)
- Sally e i parenti picchiatelli (1952)
- Il capitalista (1952)
- La ribelle del West (1953)
- Il comandante del Flying Moon (1953)
- Il tenente dinamite (1953)
- Sangue caldo (1955)
- Cleopatra (1963)
- Il colonnello Von Ryan (1965)
- Sulle ali dell'arcobaleno (1968)
- Un gioco estremamente pericoloso (1975)